# Paweł Garbacz
Paweł Garbacz – polski filozof, ontolog, logik, doktor habilitowany nauk humanistycznych, nauczyciel akademicki Wydziału Filozofii Katolickiego Uniwersytetu Lubelskiego Jana Pawła II.

## Wykształcenie i doświadczenie zawodowe
Absolwent KUL, profesor nadzwyczajny w Katedrze Podstaw Informatyki na Wydziale Filozofii Katolickiego Uniwersytetu Lubelskiego. Stopień doktora nauk humanistycznych (dyscyplina: filozofia, specjalizacja: filozofia) uzyskał 23.06.1999 roku na podstawie pracy Zagadnienie wielości logik zdaniowych pisanej pod kierunkiem Stanisława Kiczuka. Habilitację uzyskał na podstawie pracy Logika i artefakty w dniu 30.10.2007. 
Odbył trzy staże: w 2001 roku w Hoger Instituut voor Wijsbegeerte na Uniwersytecie w Leuven (Belgia), w latach 2005–2006 w Laboratory for Applied Ontology, ISTC-CNR (Włochy) oraz w 2010 i 2011 roku w Institute of Scientific and Industrial Research na Uniwersytecie w Osace (Japonia). W latach 2006–2009 pracował jako konsultant IT dla 42 Objects Ltd. (Londyn). W latach 2011–2013 pracował jako ontolog w Polskim Zrzeszeniu Producentów Bydła Mięsnego z siedzibą w Warszawie. Od roku 2013 do chwili obecnej zatrudniony jako konsultant IT w firmie Boro Solutions (Londyn).

## Zainteresowania naukowe
Zajmuje się przede wszystkim ontologią filozoficzną, ontologią inżynieryjną, logiką oraz logicznymi i ontologicznymi podstawami informatyki. Jest autorem trzech książek naukowych, wielu artykułów naukowych, z których większość została opublikowana w czasopismach międzynarodowych.  

## Prace

### Publikacje książkowe
- Logika zdań – jedna czy wiele (2000)
- Logika i artefakty (2006)
- Ontologie poza ontologią (2012), wraz z Robertem Trypuzem